# Battaglia di Fulford
La battaglia di Fulford ebbe luogo presso il villaggio di Fulford, vicino a York in Inghilterra, il 20 settembre 1066, quando re Harald III di Norvegia e Tostig del Wessex, suo alleato inglese, combatterono e sconfissero i conti Edwin e Morcar alleati con il re anglosassone Aroldo Godwinson.
Tostig, il fratello esiliato di Aroldo e pretendente al trono, si alleò con re Harald di Norvegia e forse con il duca Guglielmo di Normandia, ma non sono giunti a noi riscontri su cosa Tostig si aspettasse per sé in caso di successo dell'invasione. Tostig fu avversato dall'earl Morcar, il quale gli aveva tolto il titolo di Earl di Northumbria.
La battaglia rappresenta una delle prime fasi della conquista normanna dell'Inghilterra.

## Contesto storico
Il re anglosassone Edoardo il Confessore morì il 5 gennaio 1066 senza lasciare eredi. L'unico membro maschio sopravvissuto della famiglia reale era Edgardo, detto Atheling, il giovane figlio di Edoardo l'Esiliato, che aveva circa quattordici anni. Nel giorno del funerale del re Edoardo, il 6 gennaio, Aroldo Godwinson, conte di Wessex, accorse a Londra, dove fu incoronato re nell'abbazia di San Pietro a Westminster, da Ealdred, l'arcivescovo di York. Aroldo fu eletto re dall'assemblea del Witan, riunitosi a Westminster per celebrare il banchetto dell'Epifania. Tuttavia, due potenti conti, i fratelli Edwin di Mercia e Morcar di Northumbria, sfidarono la sua autorità. Le fonti indicano che Aroldo si spostò verso nord per affrontarli; comunque, alla fine riuscì a conquistare la loro fedeltà sposando la loro sorella, Edith, vedova di Griffith del Galles. Assicurandosi la lealtà dei due fratelli, Godwinson aumentò il suo potere nel nord; infatti i due fratelli erano la prima barriera che separava Aroldo dal norvegese Harald lo Spietato.
Anche Tostig, l'esiliato fratello di Aroldo, sentiva di avere il diritto di reclamare il trono inglese. Durante il suo esilio, visse nelle Fiandre, da cui, secondo la Cronaca anglosassone, partì per invadere l'Inghilterra nel maggio 1066 contro suo fratello. Si dice che a Sandwich, nel Kent, Tostig abbia ingaggiato e costretto marinari ad arruolarsi. Salpò poi verso nord, dove affrontò Edwin, il conte di Mercia. Dopo una veloce sconfitta all'estuario dell'Humber, arrivò in Scozia sotto la protezione del re Malcolm III. Ivi incontrò Harald Hardrada, il re di Norvegia, con cui strinse un patto secondo il quale accettò di sostenere Hardrada nella sua invasione dell'Inghilterra. Lo storico medievale Orderico Vitale offre una versione della storia differente: egli sostiene che Tostig avesse prima viaggiato in Normandia per ottenere l'aiuto del duca Guglielmo; in seguito, siccome Guglielmo non era ancora pronto per essere coinvolto, Tostig salpò dalla penisola di Cotentin, ma per via una tempesta capitò in Norvegia, e lì fece il patto con Harald Hardrada. Che sia avvenuto in Norvegia o in Scozia, è certo che Tostig si sia alleato con Hardrada, poiché hanno combattuto fianco a fianco nella battaglia di Fulford. Tostig era un utile alleato per Hardrada non solo perché era il fratello del loro nemico, ma anche perché conosceva il terreno.
Anche Hardrada, come Tostig, Guglielmo di Normandia e il re Aroldo Godwinson, era un pretendente al trono. Hardrada salpò per l'Inghilterra nel settembre 1066, fermandosi alle isole Orcadi per raccogliere provviste, e fu poi raggiunto da Tostig che rafforzò il plotone con soldati e navi. Salparono insieme lungo il fiume Ouse diretti alla città di York. Nella versione di Orderico Vitale, viene detto che nel mese di agosto Hardrada e Tostig salparono nel mare aperto con un vento favorevole e sbarcarono nello Yorkshire. Arrivarono all'estuario dell'Humber il 18 settembre. Dopo aver lasciato le navi, i loro eserciti partirono rapidamente verso York. Il 20 settembre 1066, furono affrontati dai conti di Godwinson, i fratelli Edwin e Morcar.

## Battaglia

### Schieramento
Edwin aveva schierato alcuni soldati ad est per prepararsi all'invasione dei norvegesi. La battaglia iniziò con gli inglesi che distribuirono i loro uomini per rafforzare i fianchi. Sul fianco destro si trovava il fiume Ouse, e sul sinistro il Fordland, una zona paludosa. Lo svantaggio di questa posizione era che forniva ad Harald un terreno sopraelevato, perfetto per osservare il conflitto a distanza. Un altro svantaggio era che se un fianco avesse ceduto, l'altro sarebbe stato nei guai. Se gli anglosassoni avessero voluto ritirarsi, non sarebbero stati in grado di farlo a causa delle paludi. Avrebbero dovuto bloccare i norvegesi per il maggior tempo possibile.
L'esercito di Harald giunse da tre strade a sud. Harald allineò il proprio esercito per affrontare gli anglosassoni, ma sapeva che sarebbero servite ore per far arrivare tutte le sue truppe. Mandò gli uomini con meno esperienza a destra, ed i veterani sulla sponda del fiume.

### La carica inglese
Gli inglesi attaccarono per primi, avanzando sull'esercito norvegese prima che fosse completamente schierato. Gli uomini di Morcar spinsero indietro Harald nelle paludi, avanzando contro la parte più debole delle linee norvegesi. Questo successo iniziale si dimostrò però insufficiente per consegnare la vittoria agli inglesi, dato che i norvegesi lanciarono contro loro gli uomini migliori, ancora freschi, contro gli inglesi indeboliti.

### La contromossa di Harald
Harald spostò più uomini dal fianco destro per attaccare il centro, inviandone anche altri al fiume. Gli uomini erano in inferiorità numerica, ma resistettero respingendo gli assalitori. Gli anglosassoni furono costretti a concedere terreno. I soldati di Edwin che stavano difendendo la riva furono tagliati fuori dal resto dell'esercito per via della palude, così decisero di dirigersi verso la città per l'ultima resistenza. Nel giro di un'ora furono cacciati dai norvegesi. Altri norvegesi, che continuavano ad arrivare, trovarono un modo per aggirare il campo di battaglia aprendo un terzo fronte contro gli anglosassoni. I difensori furono così sconfitti, ma Edwin e Morcar riuscirono a sopravvivere allo scontro.
York si arrese ai norvegesi con la promessa che i vincitori non sarebbero entrati a forza nella città, probabilmente perché Tostig non voleva che la sua capitale venisse depredata. Fu pianificato che i vari ostaggi fossero consegnati e l'esercito norvegese si ritirò a Stamford Bridge, 11 km a est di York, per attendere il loro arrivo.

## Conseguenze
È stato stimato che a Fulford le truppe norvegesi erano circa 10 000, 6 000 delle quali erano schierati nella battaglia, mentre i difensori erano 5 000. Durante la battaglia, le vittime furono numerose in entrambi gli schieramenti. Secondo alcune stime, morirono il 15% dei soldati, che equivale a 1 650 morti, ipotizzando un totale di 11 000 truppe coinvolte nella battaglia. Da tutti i resoconti risulta chiaro che le forze mobilizzate provenienti dalla Mercia e dalla Northumbria furono fatte a pezzi a Fulford.
Per via della sconfitta di Fulford, re Aroldo II dovette marciare con le truppe per 310 km per coprire la distanza tra Londra e York. Riuscì a completare la marcia in una settimana e riuscì quindi a sorprendere l'esercito vichingo e sconfiggerli alla battaglia di Stamford Bridge. Nel frattempo, il duca di Normandia Guglielmo era sbarcato con l'esercito nel Sussex sulla costa meridionale. Dopo aver sconfitto i vichinghi, Aroldo ripartì verso la costa meridionale dove incontrò l'esercito di Guglielmo, che stava nell'attuale Battle, poco distante da Hastings. È probabile che l'intenzione di Aroldo fosse quella di ripetere la strategia vincente di Stamford Bridge cogliendo Guglielmo di sorpresa. Il cronista anglonormanno Fiorenzo di Worcester commentò che sebbene il re Aroldo fosse consapevole che alcuni dei suoi uomini più valorosi erano caduti nelle due precedenti battaglie e che metà delle sue truppe non erano state radunate, non esitò a incontrare il suo nemico nel Sussex. È probabile che gli ingaggi a Fulford e a Stamford Bridge, combattuti a distanza di una sola settimana, influenzarono profondamente la forza di Aroldo nella battaglia di Hastings avvenuta tre settimane dopo. Non c'è dubbio che se Aroldo non fosse stato distratto dalle battaglie a nord sarebbe stato meglio preparato per combattere Guglielmo a Hastings.